# Валаев, Георгий Николаевич
Георгий Николаевич Валаев (8 декабря 1930 — 1 декабря 2009) — российский инженер-конструктор, специалист в области создания бортовых систем вычислительной техники, лауреат Государственной премии СССР (1975).
Окончил МАИ (1953). В 1953—1955 инженер НИИ-17 (Москва).
С 1955 г. работал в ОСКБ-15 (будущий НИИ приборостроения имени В. В. Тихомирова, г. Жуковский): инженер, старший инженер, начальник лаборатории, начальник отдела, начальник отдела — главный конструктор, начальник НИО — главный конструктор, начальник лаборатории эргономических исследований.
В 1986—2009 гг. в НИИ «Агат» (г. Жуковский): начальник отдела, начальник НИО вычислительной техники и программного обеспечения.
Участвовал в разработке цифровых вычислительных систем для ЗРК «Бук» и для системы вооружения «Заслон» (МиГ-31), для радиолокационных головок самонаведения.
Кандидат (1970), доктор технических наук (1983), профессор (1989).
Лауреат Государственной премии СССР (1975) - за разработку и серийное освоение ЗРК «Куб». Награждён орденами Трудового Красного Знамени и «Знак Почёта», тремя медалями.